# Château du Mur
Le château du Mur est un édifice situé à Carentoir et Comblessac en France.

## Localisation
Le château est situé au lieu-dit le Mur, sur le territoire de la commune déléguée de Carentoir, dans le département du Morbihan, et de Comblessac dans le département d'Ille-et-Vilaine, en région Bretagne.

## Description
Le château date du premier quart du XXe siècle, édifice construit en moellons de grès et de schiste.

## Historique
Juché à la manière d'un burg rhénan sur le rebord d'un promontoire surplombant la vallée de l'Aff, le nouveau manoir ou château du Mur est un édifice original. Un mélange, bien dans le goût éclectique de son époque, de la villa de bord de mer et du castel néogothique.
Le château est inscrit à l'inventaire général du patrimoine culturel.